# Richard Butler
Pour les articles homonymes, voir Richard Butler (homonymie) et Butler.
Richard Butler (1er avril 1743 - 4 novembre 1791) était un officier de l'armée continentale dans la guerre de l'indépendance américaine, qui plus tard est mort au combat contre les Amérindiens dans la vallée de l'Ohio.

## Révolution américaine
Dès le début de la Révolution américaine, le Congrès continental a nommé Richard Butler commissaire en 1775 pour négocier avec les Amérindiens. Il a rendu visite à des représentants des Lenapes, Shawnees, et d'autres tribus pour obtenir leur appui, ou du moins la neutralité, dans la guerre avec la Grande-Bretagne.
En 1776, Butler a été nommé major dans l'Armée continentale, à titre de commandant en second à son ami Daniel Morgan. Il a combattu à la bataille de Saratoga et à la bataille de Monmouth. Ses quatre frères ont aussi servi, et ont été notés pour leur bravoure comme les fighting Butlers.
En 1781, Butler dirige l'armée continentale à la bataille de Spencer.
À Yorktown, George Washington a conféré à Richard Butler l'honneur de recevoir l'épée du gouverneur Charles Cornwallis, un honneur que Richard a donné à son second en commande, Ebenezer Denny. Au dernier moment, Friedrich Wilhelm von Steuben a exigé de lui qu'il reçoive l'épée. Cela a presque précipité un duel entre Butler et Von Steuben.
Au dîner de victoire pour ses officiers, George Washington a levé son verre et porté un toast, « The Butlers and their five sons! » (« Les Butlers et leurs cinq fils ! »).
Butler était membre originel de la Société des Cincinnati.

## Activités après guerre
Après la guerre, le Congrès de la Confédération a nommé Richard Butler responsable des Amérindiens du Territoire du Nord-Ouest. Il a négocié le Traité de Fort Stanwix en 1784, dans lequel les Iroquois ont cédé leurs terres. Il a également été appelé au cours de négociations ultérieures, telles que le Traité de Fort McIntosh en 1785.
Butler retourna en Pennsylvanie, et est devenu juge du comté d'Allegheny. Il a également servi dans l'Assemblée législative de l'État. Il épouse Maria Smith et a eu quatre enfants, dont seulement un qui a vécu assez longtemps pour avoir des enfants et poursuivre sa lignée. Butler a également engendré un fils, le Capitaine Butler (ou Tamanatha) avec le chef Shawnee Nonhelema. Butler et son fils Shawnee ont combattu dans des armées opposées en 1791.
Il a été tué le 4 novembre 1791 à la bataille de la Wabash à l'endroit de ce qui est aujourd'hui Fort Recovery dans l'État de l'Ohio.
Il aurait d'abord été enterré sur le champ de bataille, à un endroit qui a ensuite été perdu jusqu'au moment où le site a été accidentellement retrouvé des années plus tard. Les restes ont été inhumés avec d'autres morts au Fort Recovery.

### Sources et bibliographie
- (en) Cet article est partiellement ou en totalité issu de l’article de Wikipédia en anglais intitulé « Richard Butler (general) » (voir la liste des auteurs).